# 西米翁·波佩斯库
西米翁·波佩斯库（羅馬尼亞語：Simion Popescu，1940年8月11日—），罗马尼亚男子摔跤运动员。他曾代表罗马尼亚参加1968年和1972年夏季奥林匹克运动会摔跤比赛，其中1968年奥运会获得一枚铜牌。